# Pierrot le fou
Pierrot le fou is een Franse dramafilm uit 1965 onder regie van Jean-Luc Godard. De film is gebaseerd op de roman Obsession (1962) van de Amerikaanse misdaadauteur Lionel White.

## Verhaal
Ferdinand Griffon is gedesillusioneerd, omdat hij op het punt staat zijn baan te verliezen. Als hij op een avond terugkomt van een bezoek aan zijn schoonouders, ontdekt hij dat de kinderoppas een oude vlam van hem is. Hij besluit zijn kleinburgerlijke leventje achter zich te laten en met haar naar het zuiden van Frankrijk te vertrekken. Onderweg moeten ze afrekenen met een bende bandieten die hen achtervolgt.

## Rolverdeling
| Acteur             | Personage                     |
| ------------------ | ----------------------------- |
| Jean-Paul Belmondo | Ferdinand Griffon             |
| Anna Karina        | Marianne Renoir               |
| Graziella Galvani  | Maria, de vrouw van Ferdinand |
| Dirk Sanders       | Fred                          |
| Jimmy Karoubi      | Bandiet                       |
| Hans Meyer         | Bandiet                       |
| Roger Dutoit       | Bandiet                       |
| Samuel Fuller      | Zichzelf                      |